# Piotr Dunajski
Piotr Dunajski  (ur. 26 stycznia 1869 w Dzierżążnie, zm. 10 lipca 1938 w Rożentalu) – polski polityk, ksiądz i działacz ZLN.

## Życiorys
Urodzony 26 stycznia 1869 w Dzierżążnie (powiat tczewski), w rodzinie chłopskiej, był synem Józefa i Franciszki z domu Firyn, brat stryjeczny księży Stanisława Dunajskiego i Pawła Dunajskiego. Ukończył Collegium Marianum w Pelplinie (1887), gimnazjum w Chełmnie (matura 1891) i Seminarium Duchowne w Pelplinie (1896). Po otrzymaniu święceń kapłańskich (22 marca 1896) duszpasterz w Lalkowach, Zblewie, od 1899 w Jeżewie (administrator), od 1900 w Lubawie, od 1901 administrator w Mechowie, następnie w latach 1905–1922 proboszcz w Lipuszu, administrator (kuratus) w Złotowie koło Lubawy (do 1930), w latach 1930–1938 proboszcz w Rożentalu (odbudował zabudowania gospodarcze spalone w 1914). Członek Towarzystwa Naukowego w Toruniu (1898–1920) i Kwidzynie oraz Kaszubskiego Towarzystwa Ludoznawczego w Kartuzach. Założyciel Domu Ludowego, Banku Ludowego (1906), „Bazaru”, „Rolnika”, w latach 1910–1919 członek komitetu powiatowego Towarzystwa Czytelni Ludowych, prezes kilku spółek zarobkowych w Lipuszu. W 1907 członek Powiatowego Komitetu Wyborczego, w latach 1907–1918 poseł do Reichstagu (od 1912 sekretarz Koła Polskiego) z ramienia polskiej ludności okręgu kościersko-starogardzko-tczewskiego. W 1912 jeden z założycieli „Gazety Chojnickiej”. W 1918 poseł na Polski Sejm Dzielnicowy w Poznaniu. W Polsce niepodległej członek kółka rolniczego w Złotowie i Rożentalu oraz Spółdzielni „Rolnik” w Lubawie. Publikował broszury „O zwalczaniu pijaństwa”, „Oszczędności” i inne. Korespondent „Gazety Chojnickiej” i „Gazety Gdańskiej”. Poseł na Sejm Ustawodawczy (1919–1922). W 1919 powołany dekretem Naczelnika Państwa z 28 listopada 1918 jako poseł z Prus Królewskich.
Zmarł 10 lipca 1938 w Rożentalu koło Lubawy. Pochowany na miejscowym Cmentarzu Parafialnym.
Jest patronem jednej z ulic w Lipuszu.

## Ordery i odznaczenia
- Krzyż Kawalerski Orderu Odrodzenia Polski (8 listopada 1930)[1]